# Sint-Johanneskerk (Zwischenhahn)
De Sint-Johanneskerk is een aan Johannes de Doper gewijde kerk in Bad Zwischenahn en behoort met een ouderdom van meer dan 850 jaar tot de oudste gebouwen van het Oldenburger Land. Met de intrede van de reformatie werd de kerk een Luthers kerkgebouw en tegenwoordig vormt het monument het godshuis van de Evangelische Kirchengemeinde Zwischenahn.
Het oude kerkgebouw ligt op een markante plek aan de zuidelijke oever van het Zwischenahner meer. Het vormt het centrum van de uit de verschillende boerennederzettingen naar de Johanneskerk voerende oude kerkepaden.

## Geschiedenis

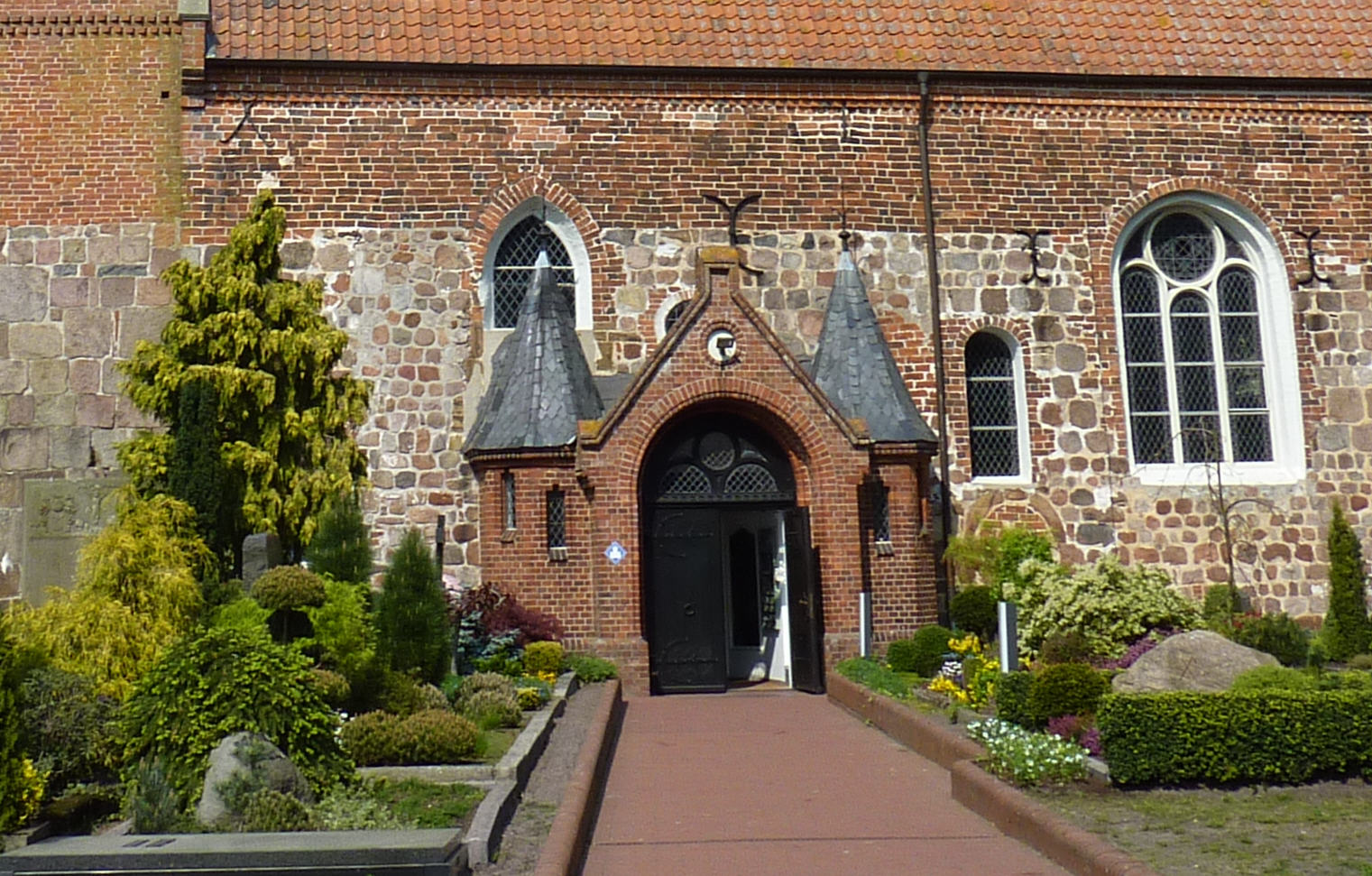
Toegang van de kerk in historiserende stijl

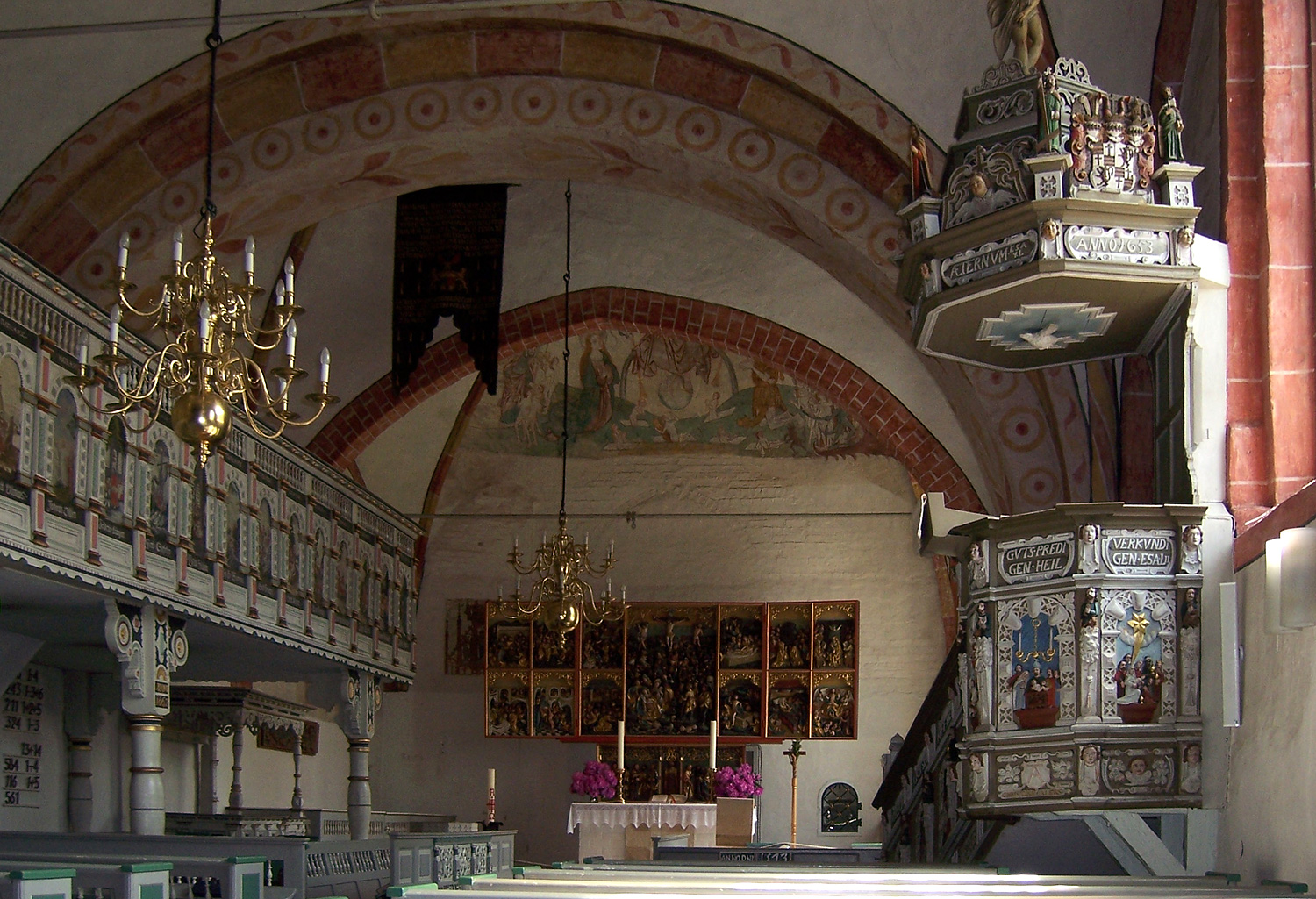
Overzicht interieur

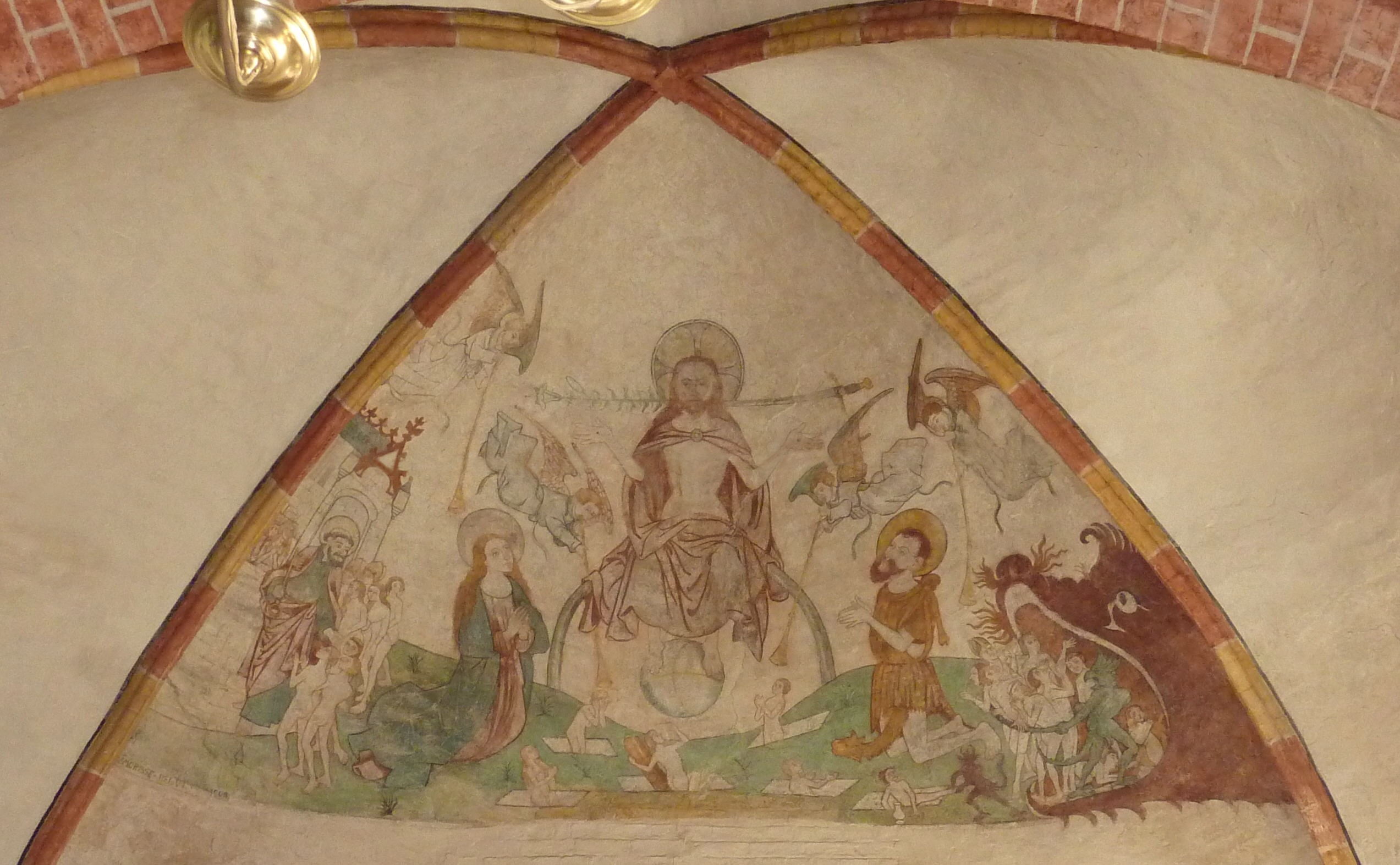
Middeleeuws fresco

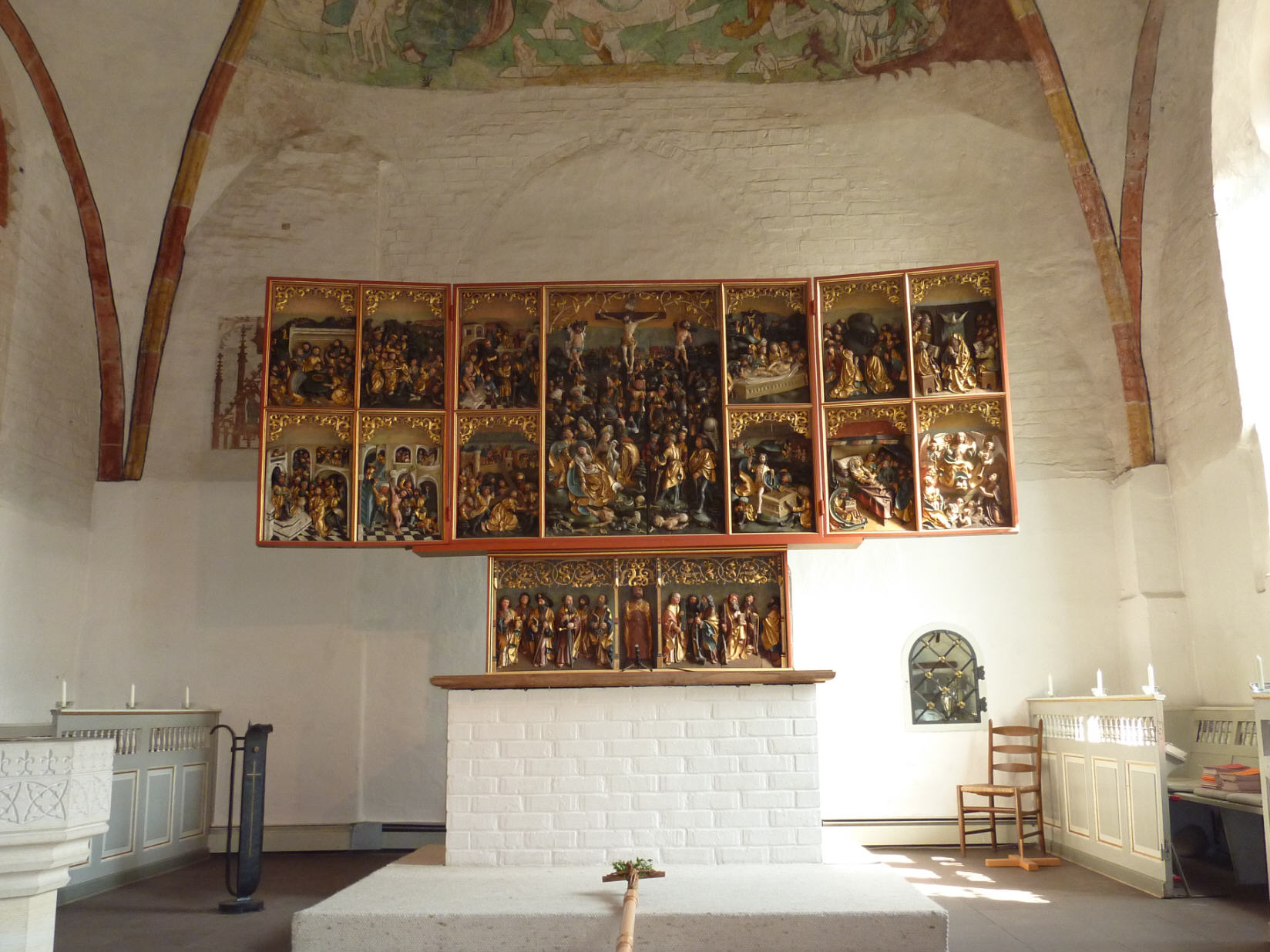
Vleugelaltaar

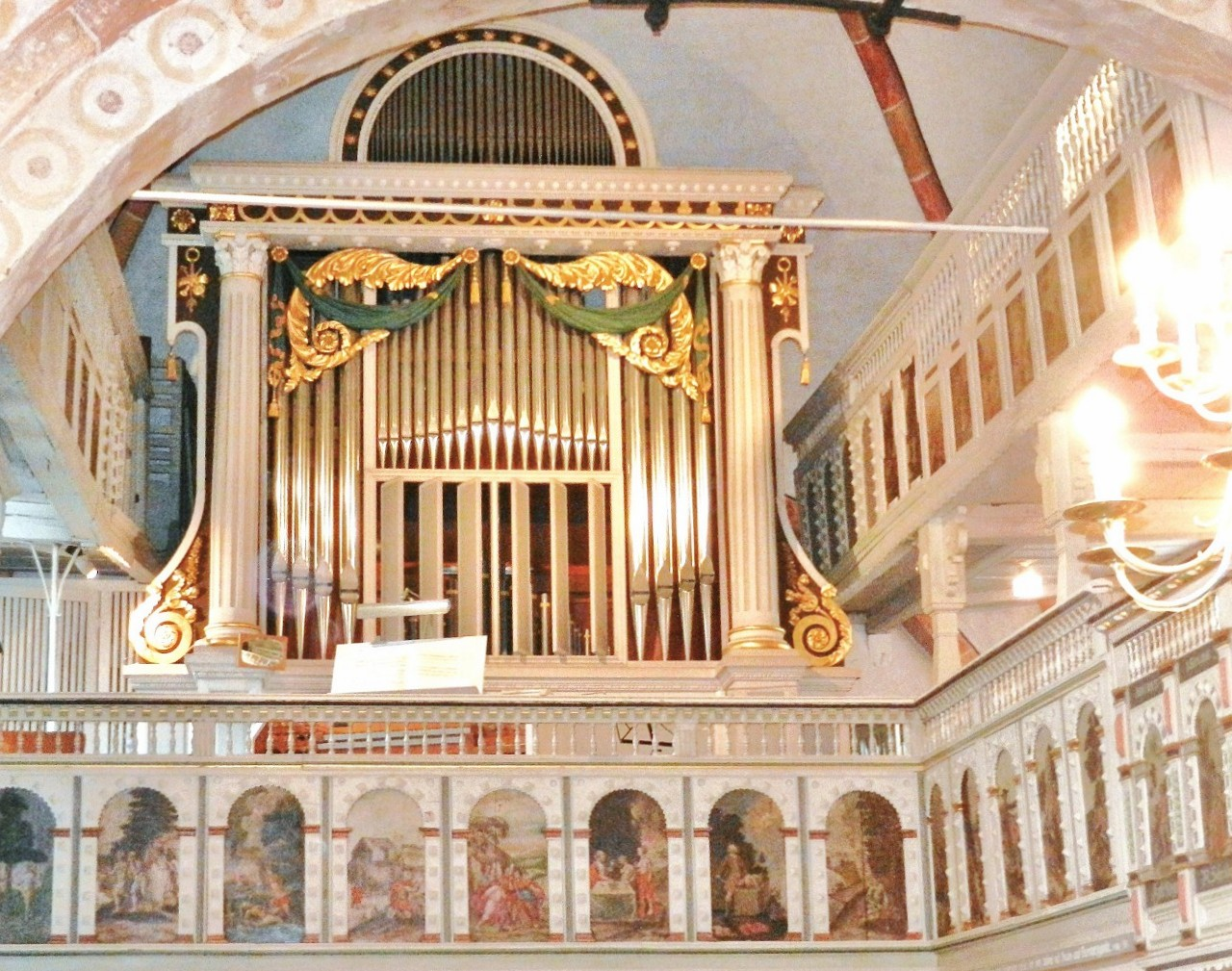
Orgel

De kerk werd in 1124 door Oldenburg's eerste erfgraaf als dochterkerk van Wiefelstede opgericht en in 1134 in honorem St. Johannis Baptistae gewijd.
De met granieten blokken en bakstenen gebouwde westelijke toren volgde in 1200. In de 15e eeuw werd begonnen met uitbreiding van de kerk naar het oosten in gotische stijl met kruisribgewelf.
De lutherse leer werd in 1526 ingevoerd en zette zich na de installatie van graaf Anton in 1529 in het Oldenburger Land door. Vanaf 1610 werd het interieur van de Johanneskerk geschikt gemaakt voor de protestantse eredienst door o.a. de inbouw van galerijen, het dichtmetselen van de vensters aan de noordelijke kant en het vergroten van de vensters op de zuidelijke kant.
In 1736 kreeg de toren de dakruiter met een kruis, weerhaan en uurklok.
De hoofdingang en ingang van de sacristie kregen in 1888 historiserende aanbouwingen; de houten toegangen naar de galerijen werden toen verwijderd.
De beschildering van de kerk werd in 1904 gereconstrueerd en het fresco van het Jongste Gericht, dat in 1745 werd overgeschilderd, werd weer blootgelegd. In 1964 werd in het kader van een restauratie het aanwezige kerkmeubilair verminderd. De biechtstoelen werden verwijderd en het aantal zitplaatsen teruggebracht naar 350. Het vleugelaltaar van de kerk werd in 1974 en 1991-1992 gerestaureerd.

## Klokkentoren
In de 2e helft van de 15e eeuw werd na een langere periode van onrust over de kerkelijke afdrachten, die ten slotte leidden tot de moord op de priester Dietrich Grove en de excommunicatie van de hele parochie in 1450, de vrijstaande klokkentoren met de rondbogige blindnissen gebouwd. Een broedertwist tussen de graven Gerd en Moritz voerde in 1462 tot het neerbranden van de pastorie en vermoedelijk het hele kerkdorp; meer branden vonden in 1474 en 1476 plaats. Waarschijnlijk werd de van zowel met baksteen als granieten blokken gebouwde klokkentoren pas na deze gebeurtenissen voltooid. Het gieten van de Annaklok in 1489 kan als terminus ante quem van toren worden beschouwd. De locatie van de klokkentoren staat iets afwijkend ten opzichte van de as van het kerkgebouw, hetgeen waarschijnlijk te maken heeft met de toenmalige bebouwing. Deze bebouwing is tegenwoordig verdwenen: nog in 1955 bevond zich bij de toren een hotel en links van de ingang van het kerkhof stond tot 1960 eveneens woonbebouwing, zodat de toren de afsluiting van een nauw straatje vormde. Het smeedijzeren hek voor de doorgang van de toren werd in 1900 vervaardigd.
Van het oorspronkelijke gelui bleef slechts de Annaklok (es) bewaard. Twee andere klokken werden in de beide wereldoorlogen omgesmolten en in 1956 door stalen klokken (e en g) vervangen. De Annaklok weegt 1650 kg., heeft een doorsnee van 134 cm. en draagt naast reliëfs van Maria met Kind en een kruisigingsvoorstelling het inschrift anno domini MCCCCLXXXIX in godes ere bin ick laten gheten anna bin ick ghehete.

## Interieur
Het romaans-gotische kerkgebouw bezit een barokke kansel, een classicistisch orgel en een kostbaar gotische vleugelaltaar. De galerijen werden vanaf 1662 ingebouwd en in 1745 door de leraar Dierk Krüger uit Elmendorf beschilderd. De panelen zijn in originele staat bewaard gebleven en tonen scènes uit het Oude en Nieuwe Testament. Deels zijn de gebeurtenissen boven de schilderijen aangegeven; er onder staan de namen van de personen die de panelen financierden en op de galerij hun plaats hadden.
Het zandstenen doopvont in de kerk is een kopie van een origineel uit de 15e eeuw, dat zich tegenwoordig in het Landesmuseum Oldenburg bevindt. De replica werd mogelijk gemaakt dankzij een schenking van een familie uit Bad Zwischenahn.
Het bekken in de oostelijke muur van het koor diende vroeger voor het schoonmaken van de miskelken. De afvoer verliep onder het fundament van de kerk, zodat het fundament van de kerk op het bloed van Christus stond. In deze nis staan tegenwoordig de doop- en altaarvoorwerpen. In de middeleeuwse muurkast bij de nis met twee deuren en een opvallende afsluiting werden vroeger de altaartoebehoren bewaard. Een kazuifel uit 1512 en enkele wierookvaten vonden na het vinden in 1860 een plaats in het Oldenburger museum. Een middeleeuws hongerdoek en een altaarkleed uit 1512 bleven echter in de kerk. Het altaardoek wordt samen met een kelk uit 1761 in een vitrine achter het altaar bewaard. Van de drie altaarkandelaren bleven uit 1512 bleven er twee bewaard. Ook het offerblok van de kerk dateert uit de late middeleeuwen.
De oorspronkelijke doopkapel wordt tegenwoordig als stilteruimte gebruikt. Achter het orgel bevindt zich een modern raam met de beeltenis van Sint-Jan.
In de toren bevindt zich sinds 1920 een plaquette met de namen van de in de Eerste Wereldoorlog gevallen kerkleden.

## Orgel
Een eerste orgel werd in 1717 ingebouwd en in 1831 door nieuwbouw vervangen. Het huidige orgel van Detlef Kleuker werd in 1973 achter de oude classicistische orgelkas ingebouwd. Het puur mechanische instrument bezit 23 registers verdeeld over twee manualen en pedaal. Het borstwerk is zwelbaar.